# أكمي (ألبرتا)
أكمي (بالإنجليزية: Acme, Alberta) هي بلدة تقع في كندا في ألبرتا. يقدر عدد سكانها بـ 653 نسمة ومساحتها 2.47 كم2 وترتفع عن سطح البحر 905 متر.
'اكمي<// ˈækmiː/ هي قرية تقع في جنوب ووسط ألبرتا، في كندا. وتقع على بعد 83كم (52 ميل) شمال شرق كالجاري. وكانت أول قرية تدرج في مقاطعة كينهيل.
واسم قرية اكمي مأخوذ من تراث السكك الحديدية في القرية.عندما وصلت سكك حديد الباسيفيك الكندية المنطقة في عام 1909، أصبحت محطة القرية المحطة الشماليه هي المحطة الأكثر توقفاً على شبكة الشركة.وهكذا تم استنباط لقب أكمي (وهو من أصل يوناني، ويعني "أعلى نقطة ')وتطبيقها على المجتمع من خلال المساحين CPR من اليوم. وصل أول قطار للقرية في يوم 7 يوليو من عام 1910 وتأسست القرية في ذلك اليوم ايضاً.

## التركيبة السكانية
في تعداد سنة 2011 كان عدد سكان قرية اكمي يبلغ 653 نسمة يعيشون في 270 من مجموع 295 من المساكن. تغيرعدد السكان من 656 في عام 2006 بنسبة -0.5%. وبوجود أرض تبلغ مساحتها 2.47 2 كيلو متر مربع (0.95 ميل مربع)،كانت الكثافة السكانية تبلغ264 /4 كيلو مترمربع (684.7 / ميل مربع) في عام 2011.بلغ سكان قرية أكمي730 وفقا لتعداد البلدية لعام 2010 . ووفقاً لتعداد عام 2006 كان عدد سكان قرية اكمي يبلغ 656 نسمة يعيشون في 286 من المساكن. وازداد بنسبة 1% من عام 2001. المجتمع لديه مساحة تبلغ 2.47 2 كيلو متر مربع (0.95 ميل مربع)، والكثافة السكانية 265.1 نسمة لكل كيلومتر مربع.

## الاقتصاد
تعتبر الزراعة من الصناعات الأولية في منطقة أكمي، بما في ذلك المواشي وزراعة الحبوب، والنفط والغاز الطبيعي.وأيضاً يلعب النقل بالشاحنات دوراً هاماً في الاقتصاد المحلي، وغالباً لدعم صناعة الزراعة.

## الثقافة
تشمل المرافق الثقافية داخل أكمي مكتبة أكمي المحلية ومركز مجتمع أكمي.كما استبدل مركز المجتمع القاعة التذكارية في القرية التي فقدت بسبب الحريق سنة 2004.

## مناطق الجذب
أكمي هي موطن للتخييم ولديها حلبة للتزلج وملعب للغولف، وحمام سباحة خارجي وساحة للتزلج في الهواء الطلق وكرة الطائرة الشاطئية وملعب لكرة القدم والكرة الثلاثية الالماسية والعديد من الحدائق العامة، وايضاً مركز للكبار. تقع الاسكواش وكرة المضرب وكرة الطائرة في مبنى مرتبط بمدرسة أكمي.

## التعليم
تخدم مدرسة أكمي الطلاب في مرحلة رياض الأطفال حتى الصف السادس والطلاب من الصف العاشر إلى الصف الثاني عشر والتي يديرها غولدن هيلز القسم الإقليمي رقم75. ويحضرون الطلاب من الصف السابع وحتى الصف التاسع مدرسة المجتمع المحلي للدكتور اليوت في ليندن. تلقب الفرق الرياضية الثانوية في مدرسة اكمي بريدمان.

## النوادي والمنظمات
لدى قرية أكمي مجموعة متنوعة من النوادي والمجتمعات المحلية، بما في ذلك فرع فيلق الملكية الكندية والرابطة العليا ونادي كندا اليكس والمحفل الماسوني ومجموعة متنوعة من المنظمات الأخرى، بما في ذلك الجماعات الكنسية المتعددة.

## وصلات خارجية
- الموقع الرسمي